# Abraham Mintchine
Abraham Mintchine (ukr. Абрахам Мінчин, ur. 4 kwietnia 1898 w Kijowie, zm. 25 kwietnia 1931 w La Garde) – tworzący we Francji malarz pochodzenia ukraińsko-żydowskiego.

## Życiorys
W wieku 13 lat rozpoczął naukę u złotnika w Kijowie. W wieku 16 lat zaczął malować jako samouk, został m.in. uczniem Aleksandry Ekster. W roku 1923 zamieszkał w Berlinie, gdzie zajął się projektowaniem scenografii i kostiumów dla teatru żydowskiego. W Berlinie wystawił swoje prace, uznane przez krytyków za zbliżone do Kubizmu. W roku 1926 zamieszkał w Paryżu, gdzie zaprzyjaźnił się z Markiem Chagallem, Chaimem Soutinem, Michaiłem Łarionowem i Natalią Gonczarową. W Paryżu początkowo żył w niedostatku, chorując na gruźlicę, dopiero później zaopiekował się nim paryski marszand Leopold Zborowski, który przedstawił prace Mintchine'a w swojej galerii. Mintchine zmarł w wieku 33 lat wskutek zawału serca.

## Literatura
- René Gimpel: Diary of an Art Dealer. new edition, Hamish Hamilton, London 1986, ISBN 0-241-11761-5
- Massimo Di Veroli: Abraham Mintchine 1898–1931. Bergame, Galleria Lorenzelli, 1989, 63 S.
- Wikigallery